# موتور عیسی (خاش)
موتور عیسی روستایی در دهستان کارواندر بخش مرکزی شهرستان خاش استان سیستان و بلوچستان ایران است.

## جمعیت
بر پایه سرشماری عمومی نفوس و مسکن در سال ۱۳۹۵ جمعیت این روستا ۹۴ نفر (۲۵خانوار) بوده‌است.